# Centaurea leucophaea
Centaurea leucophaea — вид квіткових рослин айстрових (Asteraceae). Ареал: пн.-сх. Іспанія, пд. Франція, пн.-зх. Італія.
Вегетативний тип: дворічний. Розмір рослини: 30–80 см. Цвітіння: червень — вересень. Цю рослину можна впізнати за дуже розгалуженим габітусом, малими пурпуровими або рожевими квітковими головками та сіруватим ворсистим покривом, який покриває всю рослину. Приквітки позначені зеленими жилками, війчастими у верхній частині. Диференціація від C. paniculata здається не дуже легкою. Росте на висотах від 0 до 1250 метрів.